# Majdan, Polen
Majdan är en by i kommunen Ceranów i Powiat Sokołowski i Masoviens vojvodskap i östra Polen. Från 1974 till 1998 tillhörde Majdan Siedlces vojvodskap.